# Catantopsis sacalava
Catantopsis sacalava är en insektsart som först beskrevs av Brancsik 1893.  Catantopsis sacalava ingår i släktet Catantopsis och familjen gräshoppor. Inga underarter finns listade i Catalogue of Life.